# Fußball-Weltmeisterschaft 2002/England
Die englische Fußballnationalmannschaft bei der Fußball-Weltmeisterschaft 2002 in Japan und Südkorea:

## Qualifikation
Die Qualifikation begann für England mit einem Fehlstart: Eine Heimniederlage gegen den Rivalen Deutschland und ein Unentschieden gegen Finnland. Es folgten Siege gegen schwächere Mannschaften, aber Deutschland hatte mittlerweile einen komfortablen Vorsprung herausgearbeitet. Am 1. September 2001 trat England in München zum Rückspiel an.
Den Deutschen hätte ein Unentschieden zum Gruppensieg und damit zur direkten Qualifikation gereicht. Der frühe Rückstand durch ein Tor von Carsten Jancker wurde fast im Gegenzug durch Michael Owen ausgeglichen und wurde Sekunden vor der Halbzeitpause der Führungstreffer erzielt. Nach zwei Kontern des schnellen Michael Owen zog England auf 4:1 davon. Eine Viertelstunde vor Schluss wurde gar das fünfte Tor erzielt.
Da Deutschland im letzten Gruppenspiel gegen Finnland nur ein Unentschieden erreichte, genügte auch England zu Hause gegen Griechenland ein Remis. Doch bis zur Nachspielzeit der 2. Halbzeit lagen die Engländer mit 1:2 zurück, ehe David Beckham einen Freistoß direkt verwandelte und England damit zur WM-Endrunde brachte.
| England      | – | Deutschland  |  | 0:1 |
| Finnland     | – | England      |  | 0:0 |
| England      | – | Finnland     |  | 2:1 |
| Albanien     | – | England      |  | 1:3 |
| Griechenland | – | England      |  | 0:2 |
| Deutschland  | – | England      |  | 1:5 |
| England      | – | Albanien     |  | 2:0 |
| England      | – | Griechenland |  | 2:2 |

## Englisches Aufgebot
| Nr.               | Name                | Verein vor WM-Beginn | Geburtstag | Spiele   | Tore     |          |          |          |          |
| Torhüter          | Torhüter            | Torhüter             | Torhüter   | Torhüter | Torhüter | Torhüter | Torhüter | Torhüter | Torhüter |
| ----------------- | ------------------- | -------------------- | ---------- | -------- | -------- | -------- | -------- | -------- | -------- |
| 1                 | David Seaman        | FC Arsenal           | 19.09.1963 | 5        | 0        | 0        | 0        | 0        |          |
| 13                | Nigel Martyn        | Leeds United         | 11.08.1966 | 0        | 0        | 0        | 0        | 0        |          |
| 22                | David James         | West Ham United      | 01.08.1970 | 0        | 0        | 0        | 0        | 0        |          |
| Abwehrspieler     |                     |                      |            |          |          |          |          |          |          |
| 2                 | Danny Mills         | Leeds United         | 18.05.1977 | 5        | 0        | 1        | 0        | 0        |          |
| 3                 | Ashley Cole         | FC Arsenal           | 20.12.1980 | 5        | 0        | 1        | 0        | 0        |          |
| 5                 | Rio Ferdinand       | Leeds United         | 07.11.1978 | 5        | 1        | 1        | 0        | 0        |          |
| 6                 | Sol Campbell        | FC Arsenal           | 18.09.1974 | 5        | 1        | 1        | 0        | 0        |          |
| 12                | Wes Brown           | Manchester United    | 13.10.1979 | 0        | 0        | 0        | 0        | 0        |          |
| 14                | Wayne Bridge        | FC Southampton       | 05.08.1980 | 2        | 0        | 0        | 0        | 0        |          |
| 15                | Martin Keown        | FC Arsenal           | 24.07.1966 | 0        | 0        | 0        | 0        | 0        |          |
| 16                | Gareth Southgate    | FC Middlesbrough     | 03.09.1970 | 0        | 0        | 0        | 0        | 0        |          |
| Mittelfeldspieler |                     |                      |            |          |          |          |          |          |          |
| 4                 | Trevor Sinclair     | West Ham United      | 02.03.1973 | 4        | 0        | 0        | 0        | 0        |          |
| 7                 | David Beckham       | Manchester United    | 02.05.1975 | 5        | 1        | 0        | 0        | 0        |          |
| 8                 | Paul Scholes        | Manchester United    | 16.11.1974 | 5        | 0        | 1        | 0        | 0        |          |
| 18                | Owen Hargreaves     | FC Bayern München    | 20.01.1981 | 2        | 0        | 0        | 0        | 0        |          |
| 19                | Joe Cole            | West Ham United      | 08.11.1981 | 1        | 0        | 0        | 0        | 0        |          |
| 21                | Nicky Butt          | Manchester United    | 21.01.1975 | 4        | 0        | 0        | 0        | 0        |          |
| 23                | Kieron Dyer         | Newcastle United     | 29.12.1978 | 3        | 0        | 0        | 0        | 0        |          |
| Stürmer           |                     |                      |            |          |          |          |          |          |          |
| 9                 | Robbie Fowler       | Leeds United         | 09.04.1975 | 1        | 0        | 0        | 0        | 0        |          |
| 10                | Michael Owen        | FC Liverpool         | 14.12.1979 | 5        | 2        | 0        | 0        | 0        |          |
| 11                | Emile Heskey        | FC Liverpool         | 11.01.1978 | 5        | 1        | 1        | 0        | 0        |          |
| 17                | Teddy Sheringham    | Tottenham Hotspur    | 02.04.1966 | 4        | 0        | 0        | 0        | 0        |          |
| 20                | Darius Vassell      | Aston Villa          | 13.06.1980 | 3        | 0        | 0        | 0        | 0        |          |
| Trainer           |                     |                      |            |          |          |          |          |          |          |
|                   | Sven-Göran Eriksson |                      | 05.02.1948 |          |          |          |          |          |          |

## Vorrunde
Trotz wütender Proteste von der Insel wurde England von der FIFA bei der Auslosung der Gruppenspiele nicht „gesetzt“. Berücksichtigt wurden nur die Ergebnisse der vorangegangenen drei WMs, und da hatte England ungenügend abgeschnitten oder sich nicht qualifiziert. So wurde das Mutterland des Fußballs mit Argentinien einem gesetzten Favoriten zugelost. Die Nigerianer und Schweden komplettierten die „Todesgruppe“.
Die erste Partie gegen Schweden endete mit einem Unentschieden. In der zweiten Begegnung ging es gegen Argentinien. Nur wenige Monate zuvor hatte ein Argentinier David Beckham in einem Champions-League-Spiel äußerst brutal gefoult und bei der letzten WM war England gegen die Südamerikaner ausgeschieden. Das Spiel endete 1:0 für England. Beckham verwandelte in der 44. Minute einen Elfmeter zum Siegtreffer. Im letzten Spiel gegen die Nigerianer reichte ein 0:0 zum zweiten Platz hinter Schweden. Das Achtelfinale war erreicht.
| Spiele Englands in der Vorrunde |                       |          |
| Datum                           | Begegnung             | Ergebnis |
| 2. Juni                         | England – Schweden    | 1:1      |
| 7. Juni                         | Argentinien – England | 0:1      |
| 12. Juni                        | Nigeria – England     | 0:0      |

| Endstand Gruppe F |             |      |        |
| Rang              | Land        | Tore | Punkte |
| 1                 | Schweden    | 4:3  | 5      |
| 2                 | England     | 2:1  | 5      |
| 3                 | Argentinien | 2:2  | 4      |
| 4                 | Nigeria     | 1:3  | 1      |

## Finalspiele
Im Achtelfinale traf die Mannschaft auf Dänemark. Nach einem Fehler des dänischen Torwarts ging England bereits in der fünften Minute in Führung. Die Dänen fanden zu keinem Zeitpunkt ins Spiel. Michael Owen erzielte wenig später das 2:0, und am Ende stand es 3:0.
Wie bei den vorherigen Endrunden auch hatte die FIFA den Spielplan so gestaltet, dass die Favoriten erst gegen Ende des Turniers aufeinandertreffen sollten. Da aber England in der Vorrunde hinter Schweden nur den zweiten Platz belegt hatte, musste man bereits im Viertelfinale gegen Brasilien antreten. Den Engländern gelang zunächst die Führung, als Michael Owen einen Fehler Lúcios ausnutzte. Kurz vor der Halbzeitpause erzielte Rivaldo der Ausgleich. Der Siegtreffer für Brasilien fiel nach einem Freistoß durch Ronaldinho, dessen platzierter Schuss hinter dem etwas zu weit vor dem Tor stehenden David Seaman genau ins Kreuzeck eintraf. Ein paar Minuten später wurde der Torschütze wegen Foulspiels vom Platz gestellt. Die Engländer schafften aber in den verbleibenden 35 Minuten nicht mehr den Ausgleich.
| England   | – | Dänemark |  | 3:0 |
| Brasilien | – | England  |  | 2:1 |